# Telescopio Abierto Neerlandés
El Telescopio Abierto Holandés (conocido por las siglas DOT Dutch Open Telescope), es un telescopio ubicado en el Observatorio del Roque de Los Muchachos, en la isla de La Palma. Es uno de los telescopios ópticos más innovadores, consiguiendo tener una alta resolución de la atmósfera solar. Es propiedad de un consorcio internacional.
El telescopio fue ideado por el profesor Cornelis Zwaan, del Instituto Astronómico de la Universidad de Utrecht (Países Bajos), que decidió crear un nuevo telescopio, totalmente revolucionario y con capacidad para hacer películas de la cromosfera. Tras haber buscado el lugar idóneo para colocar el artefacto, se seleccionó el Roque de los Muchachos para instalarlo. Para que el telescopio pueda funcionar, debía de estar a una altura de entre 10 a 30 metros de altura para resistir al calor del suelo, por lo que se decidió hacer una torre de 15 metros de altura para que rinda perfectamente.
Para la contribución del proyecto, se unió el Dr. R.H. Hammerschlag, que comenzó el diseño de una alta torre y que el telescopio pudiera resistir sacudidas de viento de cerca de 110 km/h. El DOT fue instalado en el observatorio en 1996 y se inauguró ese mismo año, aunque se tuvo que volver a completar en 1997.
El DOT es un telescopio abierto sobre una torre de acero y no dispone del sistema de vacío usado habitualmente para disminuir las turbulencias atmosféricas causadas por la gran radiación solar que se concentra en el telescopio. Gracias a la estructura del DOT usa los alisios para ventilar el telescopio. Estos vientos soplan a través del telescopio, ventilando además el espejo primario de 45 cm, evitando así cualquier aparición de turbulencias.
Las imágenes sacadas del telescopio permiten enseñar los fenómenos solares que ocurren en el Sol. Con este telescopio se consiguió fotografiar el 29 de septiembre de 2004, cuatro enormes manchas solares del tamaño de la Tierra, al igual que tres grandes cortes de esa misma mancha solar. Debido a que el DOT es capaz de soportar varios espejos primarios mucho mayores, se está realizando un estudio para equipar a DOT con un espejo primario tres veces mayor que el actual, aumentando mucho más la resolución, permitiendo penetrar 50 km sobre la superficie solar.